# Слизов, Пётр Борисович
Пётр Борисович Слизов (1736 — ?) — русский морской офицер, герой Чесменского морского сражения и русско-шведской войны

## Биография
В 1749 году поступил на службу штурманским учеником «из придворно-служительских детей». По 1754 год был при штурманской роте для изучения наук. В 1757 году произведён в чин подштурмана и на праме «Дикий Бык» участвовал при штурме Мемеля, за что получил в награду годовой оклад жалованья. Находился при промере Куришгафа, а потом, командуя четырьмя купеческими судами, доставил осадную артиллерию из Мемеля в Либаву. В 1758 году на праме «Дикий Бык» плавал между Либавою и Кронштадтом. Командуя призовым прусским гальотом «Фортуна», доставил орудия и артиллерийские припасы к Кольбергу, за что был произведён в чин штурмана обер-офицерского ранга. В 1760-1761 годах участвовал в десантной высадке под Кольбергом. В 1762 году перешёл на новопостроенном корабле «Св. Александр Невский» из Архангельска в Кронштадт. В 1763 году командуя десятью купеческими гальотами, плавал между Ревелем и Аренсбургом с грузом ржи. В 1766 году произведён в чин штурмана поручьечьего ранга.
В 1769 году на 66-пуш. корабле «Св. Евстафий Плакида» под командой капитана 1-го ранга А. И. фон Круза в эскадре адмирала Г. А. Спиридова перешёл в Средиземное море. Участвовал в Морейской экспедиции и в Хиосском сражении. Корабль «Св. Евстафий Плакида» свалился на абордаж с турецким адмиральским кораблём, который уже пылал. Скоро оба корабля взлетели на воздух. Слизов в числе очень немногих был спасён. За храбрость он был представлен к производству в чин мичмана, но, как оказалось потом, уже был произведён 20 мая 1770 года, но приказ ещё не дошёл на эскадру. Затем был переведён на взятый у турок 60-пуш. корабль «Родос», который шёл как приз в Россию, а потом на корабль «Три Святителя». В 1771 году вернулся, за болезнью, из Архипелага в Кронштадт и был 12 ноября произведён в чин лейтенанта. В 1772 году на корабле «Чесма» под командою капитана 2-го ранга Аничкова вновь перешёл в Архипелаг и участвовал в Лепанском сражении.
В 1773 году вернулся в С.-Петербург и командовал галерами у Березовых островов. Затем ежегодно командовал судами в Балтийском море. В 1777 году произведён в чин капитан-лейтенанта. В 1786 году был назначен в галерный флот. В 1787 году произведён в чин капитана 1-го ранга.
В 1788 году командовал шхерным отрядом под Фридрихсгамом, но 16 июля был принуждён отступить ввиду приближения большой шведской флотилий; шведы пустились в погоню, но с большим уроном вернулись и осадили занятую русскими крепость, но 24 июля сами сняли осаду из-за беспорядков в армии, не хотевшей продолжать войну. В конце августа командовал гребною флотилиею из тринадцати судов под Выборгом, состоя при армии генерал-аншефа В. П. Мусина-Пушкина. В 1789 году, имея брейд-вымпел на галере «Смелая», участвовал 13 августа в первом Роченсальмском сражении и за выказанную особенную храбрость произведён в чин капитана бригадирского ранга и награждён орденом Св. Георгия 4-й степени. 4 мая 1790 года, командуя отдельною эскадрою из шестидесяти трёх гребных судов, подвергся нападению ста пятидесятичетырех шведских судов близ Фридрихсгама, после четырёхчасового упорного боя за недостатком боевых снарядов был принуждён отступить и присоединился к эскадре адмирала В. Я. Чичагова, блокировавшей шведов в Выборгской губе. 21 июня командовал правым флангом флотилии под командованием вице-адмирала принца К. Нассау-Зигена, в сражении при Биорке-Зунде, а затем 22 июня в Выборгском сражении. За отличие произведён в чин капитана генерал-майорского ранга. Участвовал во втором Роченсальмском сражении. 
В 1796 году назначен капитаном над Кронштадтским портом. 12 (23) августа 1797 года уволен от службы.